# Antitype schimae
Antitype schimae là một loài bướm đêm trong họ Noctuidae.